# Светско првенство у атлетици у дворани 2018 — штафета 4 × 400 метара за жене
Трка штафета 4 х 400 м у женској конкуренцији на 17. Светском првенству у атлетици у дворани 2018. одржана је 3. и 4. марта у Арени Бирмингем у Бирмингему (Уједињено Краљевство).
Титулу освојену у Портланду 2016, одбранила је штафета САД.

## Земље учеснице
Учествовало је 44 такмичарки у 9 штафета из исто толико земаља.
| 1. Италија (4) 2. Јамајка (6) 3. Казахстан (4) | 1. Пољска (6) 2. Португалија (4) 3. САД (6) | 1. Уједињено Краљевство (6) 2. Украјина (4) 3. Чешка (4) |

## Освајачи медаља
| Кванера Хејз · Џорџен Молин · Шакима Вимбли · Кортни Около · САД | Јустина Свјенти-Ерсетиц · Патрицја Вићшкјевич · Александра Гаворска · Малгожата Холуб-Ковалик · Пољска | Меган Бизли · Хана Вилијамс · Ејми Алкок · Зои Кларк · Уједињено Краљевство |

## Рекорди пре почетка Светског првенства 2018.
Рекорди у штафети 4х400 метара за жене пре почетка светског првенства 1. марта 2018. године:
| Рекорди пре почетка Светског првенства 2018.     | Рекорди пре почетка Светског првенства 2018. | Рекорди пре почетка Светског првенства 2018.                          | Рекорди пре почетка Светског првенства 2018. | Рекорди пре почетка Светског првенства 2018. | Рекорди пре почетка Светског првенства 2018. |
| ------------------------------------------------ | -------------------------------------------- | --------------------------------------------------------------------- | -------------------------------------------- | -------------------------------------------- | -------------------------------------------- |
| Светски рекорд                                   | Русија                                       | Јулија Гушчина, Олга Котљарова Олга Зајцева, Олесија Красномовец      | 3:23,37                                      | Глазгов, Уједињено Краљевство                | 28. јануар 2006.                             |
| Рекорд светских првенстава                       | Русија                                       | Олесија Красномовец, Олга Котљарова Татјана Левина, Наталија Назарова | 3:23,88                                      | Будимпешта, Мађарска                         | 7. март 2004.                                |
| Најбољи резултат сезоне                          | Сједињене Државе                             | Кира Константине, Ана Кокрел, Деана Хил, Кендал Елис                  | 3:27,56                                      | Клемсон, Сједињене Државе                    | 10. фебруар 2018.                            |
| Афрички рекорд                                   | Нигерија                                     | Омолара Омотосо, Пејшонс Окон Џорџ Букола Абогунлоко, Фолашаде Абуган | 3:29,67                                      | Сопот, Пољска                                | 8. март 2016.                                |
| Азијски рекорд                                   | Бахреин                                      | Салва Ајд Насер, Аминат Џамал Иман Еса Јасим, Кеми Адекоја            | 3:35,07                                      | Доха, Катар                                  | 21. фебруар 2016.                            |
| Северноамерички рекорд                           | Сједињене Државе                             | Наташа Хејстингс, Џоана Аткинс Френсина Макорори, Касандра Тејт       | 3:24,83                                      | Сопот, Пољска                                | 9. март 2016.                                |
| Јужноамерички рекорд                             | —                                            |                                                                       |                                              |                                              |                                              |
| Европски рекорд                                  | Русија                                       | Јулија Гушчина, Олга Котљарова Олга Зајцева, Олесија Красномовец      | 3:23,37                                      | Глазгов, Уједињено Краљевство                | 28. јануар 2006.                             |
| Океанијски рекорд                                | Аустралија                                   | Сузан Ендруз, Тања Ван Хер-Мерфи, Тамсин Маноу, Кети Фриман           | 3:26,87                                      | Маебаши, Јапан                               | 7. март 1999.                                |
| Рекорди после завршеног Светског првенства 2018. |                                              |                                                                       |                                              |                                              |                                              |
| Рекорд светских првенстава                       | Сједињене Државе                             | Кванера Хејз, Џорџен Молин, Шакима Вимбли, Кортни Около               | 3:23,85                                      | Бирмингем, Уједињено Краљевство              | 4. март 2018.                                |
| Северноамерички рекорд                           | Сједињене Државе                             | Кванера Хејз, Џорџен Молин, Шакима Вимбли, Кортни Около               | 3:23,85                                      | Бирмингем, Уједињено Краљевство              | 4. март 2018.                                |
| Најбољи резултат сезоне                          | Сједињене Државе                             | Кванера Хејз, Џорџен Молин, Шакима Вимбли, Кортни Около               | 3:23,85                                      | Бирмингем, Уједињено Краљевство              | 4. март 2018.                                |

## Квалификациона норма
| Дворана    | Отворено |
| ---------- | -------- |
| нема норме |          |

## Сатница
| Датум         | Време | Ниво          |
| ------------- | ----- | ------------- |
| 3. март 2018. | 13:20 | Квалификације |
| 4. март 2018. | 16:30 | Финале        |

Сва времена су по локалном времену (UTC+1)

## Резултати

### Квалификације
Квалификације су одржане 3. марта 2018. Такмичарке су биле подељене у 2 групе. За финале су се пласирале по 2 победнице група (КВ) и 2 према постигнутим резултатима (кв).,,
Почетак такмичења: група 1 у 13:19, група 2 у 13:29 по локалном времену.
| Поз. | Група | Штафета              | Атлетичарке                                                                      | НР      | Резултат | Нап.    |
| ---- | ----- | -------------------- | -------------------------------------------------------------------------------- | ------- | -------- | ------- |
| 1.   | 1     | САД                  | Кванера Хејз, Џоана Аткинс, Џорџен Молин, Ревин Роџерс                           | 3:24,83 | 3:30,54  | КВ      |
| 2.   | 2     | Јамајка              | Џанијев Расел, Доминик Блејк, Тифани Џејмс , Анастасија Ле-Рој                   | 3:26,54 | 3:32,01  | КВ, НРС |
| 3.   | 2     | Украјина             | Тетјана Мелник, Катерина Климик, Хана Рижикова−Јарошчук, Анастасија Бризгина     | 3:30,43 | 3:32,06  | КВ, НРС |
| 4.   | 2     | Пољска               | Малгожата Холуб-Ковалик, Џоана Линкиевич, Наталија Качмарек, Александра Гаворска | 3:28,95 | 3:32,07  | кв, НРС |
| 5.   | 1     | Уједињено Краљевство | Ејми Алкок, Ањика Онура, Хана Вилијамс, Меган Бизли                              | 3:27,56 | 3:32,57  | КВ, НРС |
| 6.   | 1     | Италија              | Рафаела Боахенг Лукудо, Ајомиде Фолорунсо, Кјара Бацони, Марија Енрика Спача     | 3:31,99 | 3:32,62  | кв, НРС |
| 7.   | 2     | Чешка                | Мартина Хофманова, Марцела Пиркова, Тереза Петржилкова, Лада Вондрова            | 3:28,47 | 3:34,90  | НРС     |
| 8.   | 2     | Португалија          | Филипа Мартинс, Катиа Азеведо, Ривинилда Ментаи, Дороте Евора                    | 3:42,60 | 3:35,43  | НР      |
| 9.   | 1     | Казахстан            | Светлана Голендова, Елина Михина, Љубов Ушакова, Аделина Ахметова                | 3:37,59 | 3:40,54  | НРС     |
|      | 1     | Нигерија             |                                                                                  | 3:29,67 | НС       |         |

### Финале
Финале је одржано 4. марта 2018. у 16:30 по локалном времену.,
| Поз. | Штафета              | Атлетичарке                                                                                | Резултат | Нап.               |
| ---- | -------------------- | ------------------------------------------------------------------------------------------ | -------- | ------------------ |
|      | САД                  | Кванера Хејз, Џорџен Молин, Шакима Вимбли, Кортни Около                                    | 3:23,85  | РСП, СРС , САР, НР |
|      | Пољска               | Јустина Свјенти-Ерсетиц, Патрицја Вићшкјевич, Александра Гаворска, Малгожата Холуб-Ковалик | 3:26,09  | НР                 |
|      | Уједињено Краљевство | Меган Бизли, Хана Вилијамс, Ејми Алкок, Зои Кларк                                          | 3:29,38  | НРС                |
| 4.   | Украјина             | Тетјана Мелник, Катерина Климик, Хана Рижикова−Јарошчук, Анастасија Бризгина               | 3:31,32  | НРС                |
| 5.   | Италија              | Рафаела Боахенг Лукудо, Ајомиде Фолорунсо, Кјара Бацони, Марија Енрика Спача               | 3:31,55  | НР                 |
| 6.   | Јамајка              | Товеа Џенкинс, Џанијев Расел, Анастасија Ле-Рој, Стефени Ен Макферсон                      | Диск.    | чл. 218.4          |